# 三箇文夫
三箇 文夫（さんか ふみお、1940年2月25日 -）は、日本の哲学者、倫理学者。学位は文学修士（日本大学大学院・1971年）。

## 概要・経歴
1940年、北海道天塩町生まれ。1971年、日本大学大学院文学研究科哲学専攻博士前期課程修了。1988年、スペインのポンティフィシア・コミージャス大学（Univ.Pontefica Comillas）に留学。

1990年、日本大学法学部教授に就任。1998年、日本大学法学部海外留学により、トルコのイスタンブール大学でアチックコーク先生、マルマラ大学でファフレッティン・オルグネル教授の下でファーラービーの研究を行う。

2010年、日本大学を定年退職。2011年より、同大学法学部、商学部、薬学部、通信教育部の非常勤講師を務める。
日本大学法学部の教授時代に、学生によるサークル活動である「日本大学法学部アニメーション研究会」の顧問を務めていた。大学を定年退職した後も、名誉顧問としてOBとも関係を維持している。

## 関連人物
- アル=ファーラービー

## 論文等
※登録25件
- SANKA Fumio. On the "el-Mumillim el-sani" al-Farabi's Philosophy
- 三箇文夫. On the "el-Mumillim el-sani" al-Farabi's Philosophy
- 三箇文夫. 「第二の師」アル=ファーラービーの哲学-何故オルガノンを八卷としたか-
- SANKA Fumio. On the Wittgenstin's Logical Atomism. Pathos. 1967. 1. 12
- 三箇文夫. ヴィトゲンシュメインの論理的原子論について. パトス. 1967. 1. 12
- SANKA Fumio. On the Philosophy of L. Wittolnstem - From Logism to Mysticism -. The Science of Mind. 1969. 8
- SANKA Fumio. On the Chinese Book "Thien Kung Khai Wu". The Science of Mind. 1971. 10
- 三箇文夫. ヴィトゲンシュタインの哲学-その論理主義から神秘主義へ-. 精神科学. 1969. 8
- 三箇文夫. 「天工開物」について. 精神科学. 1971. 10
- SANKA Fumio. H. Marcuse's Interpretation on Hegel's Philosophy. The Science of Mind. 1972. 10. 11
- 三箇文夫. マルクーゼのヘーゲル解釈. 精神科学. 1972. 10. 11
- SANKA Fumio. On the Logical Stsucture in Baien Miura's Philosophy. The Science of Mind. 1974. 13
- 三箇文夫. 梅園の論理構造について. 精神科学. 1974. 13
- SANKA Fumio. An Essay on the Historiecal Development of Dynamics. Studies in Humanities and Social Science. 1976. 18
- 三箇文夫. 力学発展に関する一試論-階段論を中心として-. 研究紀要. 1976. 18
- SANKA Fumio. Processes of the Introduction of Science and Technology in Modern China. The Science of Mind. 1981. 20
- 三箇文夫. 中国における科学技術導入の系譜-全盤欧化派と土着派との斗争. 精神科学. 1981. 20
- SANKA Fumio. B. Miura and His Two Valued Logic. 1986. 25
- 三箇文夫. 梅園の「条理」について-条理は二値論理である-. 精神科学. 1986. 25
- SANKA Fumio. A Research into Medieval Logic. Omon Ronso. 1992. 33
- 三箇文夫. Petrue Hispanus(Peter of Spain)の"Summule Logicales"とアリストテレス論理学との比較研究(I). 桜文論叢. 1992. 33
- SANKA Fumio. A Research into Medieual Logi. Omon Ronso. 1993. 37. 1-42
- 三箇文夫. Petrus Hispanus(Peter of Spain)の"Summule Logicales"とアリストテレス論理学との比較研究(2). 桜文論叢. 1993. 37. 1-42
- SANKA Fumio. al-F(]E86C4[)r(]E86C4[)b(]E86C9[)-The Man, His Warks and a Bibliography-Part One : The Man and His Warks. The Science of Mind. 2001. 39. 1
- 三箇文夫. al-F(]E86C4[)r(]E86C4[)b(]E86C9[)-その人と作品とBibliography-第一部 人と作品. 精神科学. 2001. 39. 1

## 共同研究・競争的資金等の研究課題
※登録3件
- 「第二の師」アル=ファーラービーの哲学
- 中世論理学
- On the "el-Mumillim el-sani" al-Farabi's Philosophy
- A Research into Medieual Logic.

## 著作

### 翻訳
- 『ファーラービーの哲学』（ファフレッティン・オルグネル著、幻冬舎、2012年8月10日出版）[3]